# ベスト・オブ・ザ・ベスト
ベスト・オブ・ザ・ベスト(Best of the Best)は、コンバット・ゾーン・レスリング(CZW)の主催によるプロレスのトーナメント戦。いわゆるハードコアのプロレスをその最大の売りとするCZWにありながら、この大会にあっては、いわゆるハードコア的なものを排した試合―いわゆるハードコア抜きのプロレスの技量を競い合う試合が行われる。
その第1回が2001年に開催されてからというもの毎年途切れることなく継続されてきたこの大会は、一大会ごとに複数の出場者らがトーナメントを戦い抜いてゆくもので、元来はジュニアヘビー級に特化していたものの、やがて2005年をもって全階級へと門戸が開かれた。第8回(2008年)におけるルフィストの参加は女子プロレスラーの初参戦であった。

## 開催史
| 回 | 開催日        | 開催地           | 参戦者 | 覇者                               |
| -- | ------------- | ---------------- | --- | ---------------------------------- |
| 1  | 2001年5月19日 | ソウェル         | トレント・アシッド \| ジョエル・マキシモ \| ラッカス \| ジェイ・ブリスコ \| ニック・モンド \| マーク・ブリスコ \| 藤田穣 \| ジョセ・マキシモ \| ニック・バーク \| アメージング・レッド \| リック・ブレード \| ウィンガー | ウィンガー                         |
| 2  | 2002年6月8日  | フィラデルフィア | トレント・アシッド \| ガブリエル \| M-Dogg 20 \| Bボーイ \| ニック・バーク \| スーパー・ドラゴン \| ラッカス \| マックス・フューリー \| トニー・ママルーク \| ジョニー・ストーム \| ジョニー・カジミア \| ジョディー・フレイシュ | トレント・アシッド                 |
| 3  | 2003年4月12日 | フィラデルフィア | サンジェイ・ダット \| クリス・キャッシュ \| ラッカス \| トレント・アシッド \| トニー・ママルーク \| リック・ブレード \| ジェイ・ブリスコ \| AJスタイルズ \| ジミー・レイブ \| リル・チョロ \| ディレンジド \| Bボーイ | Bボーイ                            |
| 4  | 2004年7月7日  | フィラデルフィア | ロドリック・ストロング \| ジミー・レイブ \| Bボーイ \| ジャック・エバンス \| クリス・キャッシュ \| ホミサイド \| ボビー・クアンス \| ラッカス \| アレックス・シェリー \| ピーティー・ウィリアムズ \| ネイト・ウェッブ \| サンジェイ・ダット                                                                                                   | サンジェイ・ダット                 |
| 5  | 2005年5月14日 | フィラデルフィア | ケビン・スティーン \| ケニー・ザ・バスタード \| ブランドン・トーマセリー \| クリス・ヒーロー \| エル・ジェネリコ \| エクスカリバー \| クリス・ボッシュ \| スーパー・ドラゴン \| Bボーイ \| サビアン \| ネイト・ウェッブ \| えべっさん \| クラウディオ・カスタニョーリ \| デレク・フレイジャー \| アリク・キャノン \| マイク・カッケンブッシュ | マイク・カッケンブッシュ           |
| 6  | 2006年5月13日 | フィラデルフィア | ラッカス \| デレク・フレイジャー \| クリストファー・ダニエルズ \| Bボーイ \| ジグソー \| オースチン・エイリース \| クラウディオ・カスタニョーリ \| ジェイ・リーサル \| ロドリック・ストロング \| マット・サイダル \| サンジェイ・ダット \| サビアン                                                                                           | ラッカス                           |
| 7  | 2007年7月14日 | フィラデルフィア | ジョーカー \| ドレイク・ヤンガー \| サル・トーマセリー \| リッキー・レイエス \| ヒューマン・トルネード \| ラッカス \| クラウディー \| スコッティー・ヴォルテクズ \| ジグソー \| グリム・リーファー \| ヴィトー・トーマセリー \| ブランドン・トーマセリー \| リコシェット \| チャック・テイラー \| チーチ \| Bボーイ                           | ジョーカー                         |
| 8  | 2008年5月11日 | フィラデルフィア | サビアン \| ドレイク・ヤンガー \| ブルース・マクスウェル∽TJキャノン \| ピンキー・サンチェス \| スパイラルBKNY \| ドリュー・グラック \| ルフィスト \| ジョシュ・プロヒビション \| スコッティー・ヴォルテクズ \| ステューピファイド \| リコシェット \| チャック・テイラー                                                                       | サビアン                           |
| 9  | 2009年6月13日 | フィラデルフィア | エゴティスティコ・ファンタスティコ \| ドリュー・ブラッド \| デヴォン・ムーア \| ピンキー・サンチェス \| サビアン \| シイマ・ザイオン \| ライアン・マクブライド \| Bボーイ \| スコッティー・ヴォルテクズ \| カーター・グレイ \| グレッグ・エクセレント \| サミー・カリハン                                                                     | エゴティスティコ・ファンタスティコ |